# Camenta brevicollis
Camenta brevicollis är en skalbaggsart som beskrevs av Max Quedenfeldt 1888. Camenta brevicollis ingår i släktet Camenta och familjen Melolonthidae. Inga underarter finns listade.